# 20696 Торресдуарте
20696 Торресдуарте (20696 Torresduarte) — астероїд головного поясу, відкритий 9 листопада 1999 року.
Тіссеранів параметр щодо Юпітера — 3,197.